# Casato di Ispahbudhan

Il Casato di Ispahbudhan o Casato di Aspahbadh era uno dei sette clan partici dell'Impero sasanide. Come i Sasanidi hanno dichiarato di discendere dagli Achemenidi. Hanno inoltre sostenuto la discendenza dal leggendario Kayanid figura di Esfandiyar, figlio del Vishtaspa, che secondo le fonti zoroastriane era stato uno dei primi seguaci di Zoroastro.